# Sidi Bouna Amar
Sidi Bouna Amar (Tevragh-Zeina, 31 december 1998) is een Mauritaans voetballer die speelt als een voorkeur voor middenvelder. Hij speelt nu bij FC Nouadhibou.   

## Loopbaan
Amar is geboren in Tevragh-Zeina. Hij begon te voetballen in de jeugd bij CD Numancia tweede elftal , speelde vervolgens bij ASAC Concorde. In 2022 ging hij spelen bij FC Nouadhibou.
Op 20 januari 2023 in de uitwedstrijd tegen Angola maakte Amar zijn debuut voor Mauritanië. Hij begon in de basis maar op 90+3 minuut werd hij gewisseld. Sidi Yacoub is zijn vervanger. Het wedstrijd werd gelijk gespeeld.
Amar maakte op 20 januari 2024 zijn eerste interlanddoelpunt in de wedstrijd tegen Angola tijdens Afrikaans kampioenschap 2023.